# 内田麻理香
内田 麻理香（うちだ まりか、旧姓：齋藤、1974年 - ）は、日本の研究者、サイエンスライター、随筆家である。東京大学の特任准教授。博士（学際情報学）。

## 来歴
理系科目が苦手だったが、機動戦士ガンダム 逆襲のシャアを見てスペースコロニーを作りたいと思い、東京大学理科一類を目指した。東京大学を卒業、同大学院修士課程を修了。同博士課程へ進学直後に結婚して中退し、弁理士を目指すも出産等の事情により断念し育児に専念する。
2002年には「カソウケン（家庭科学総合研究所）」（自身が好む科学と苦手な家事を、家庭生活の視点から科学的解説を試みるウェブサイト）を開設し、老若男女が楽しめるサイトとしてニフティホームページグランプリ特別賞を受賞する。2003年、ほぼ日刊イトイ新聞で「主婦と科学。」の連載を開始する。2005年1月29日、ほぼ日刊イトイ新聞での連載をまとめた『カソウケン（家庭科学総合研究所）へようこそ』を上梓し、サイエンスライター活動を開始する。
2009年には東京大学大学院博士課程佐倉統研究室へ。2010年4月にフリーランス活動を開始する。2012年4月、科学技術振興機構科学コミュニケーションセンター、アソシエイトフェローに就任する。2013年4月、毎日新聞書評員となる。2015年には指導教員が石崎雅人に変更されたことを自ら明かした。2015年1月からは日本経済新聞の夕刊でコラム「プロムナード」の連載を務める。日本文藝家協会会員。

## 学歴・職歴
- 1993年 - 渋谷教育学園幕張中学校・高等学校を卒業、東京大学教養学部理科一類へ入学
- 1997年 - 東京大学工学部応用化学科を卒業
- 1999年 - 東京大学大学院工学系研究科応用化学専攻修士課程を修了、同博士課程へ進学
- 2007年 - 東京大学大学院工学系研究科・工学部広報室特任教員[7]に就任
- 2009年 - 東京大学大学院工学系研究科・工学部広報室特任研究員（非常勤）に就任、東京大学大学院情報学環・学際情報学府博士課程（文化人間情報学コース）に在籍
- 2010年3月 - 東京大学を辞職
- 2016年 - 東京大学大学院情報学環・学際情報学府交流研究員
- 2017年 - 東京大学大学院情報学環・学際情報学府客員研究員
- 2018年 - 東京大学大学院総合文化研究科・教養学部 教養教育高度化機構 科学技術インタープリター養成部門 特任講師
- 2019年 - 東京大学にて博士（学際情報学）[8]
- 2019年 - 2021年  朝日新聞・論壇委員（担当：科学技術）
- 2021年 - 東京大学大学院総合文化研究科・教養学部 教養教育高度化機構 科学技術インタープリター養成部門 特任准教授[8]

## 賞歴
- 2002年 - ニフティホームページグランプリ特別賞
- 2011年 - 科学技術振興機構「サイエンスアゴラ2011」サイエンスアゴラ賞（対話部門）
- 2016年 -科学技術社会論・柿内賢信記念賞（実践賞）

## 人物
- 主婦層向け番組への出演が多いが「女性同士のつるみ」「女子的なこと」「幼稚園での母親同士の立ち話」などを苦手なこと[9]に挙げている。
- 物理学者リチャード・P・ファインマンの大ファンを自称し、著書『恋する天才科学者』でもファインマンを別格に扱う。
- 浦沢直樹とその漫画をこよなく愛する。

## 主な出演番組

### テレビ
- 世界一受けたい授業（日本テレビ系）
- おもいッきりイイ!!テレビ（日本テレビ系）
- ズームイン!!SUPER（日本テレビ系）
- イブニング・ファイブ（TBS系）
- ビーバップ!ハイヒール（ABC）
- ハピふる!（フジテレビ）
- ブロードキャスター（TBS系）
- ロボつく（テレビ東京系）
- はなまるマーケット（TBS系）
- すイエんサー（NHK教育テレビジョン）
- 熱血!平成教育学院（フジテレビ）
- たけしのニッポンのミカタ!（テレビ東京系）
- ほこ×たて（フジテレビ）
- 堂本光一のNEWS LABO（NHK総合テレビジョン系）
- ちょこっとサイエンス（2012年12月27日、NHK総合テレビジョン）
- ゆうどきネットワーク（NHK総合テレビジョン）
- あさイチ（NHK総合テレビジョン）
- クイズプレゼンバラエティー_Qさま!!（テレビ朝日系列）
- まるごと知りたい!AtoZ（NHK_BSプレミアム）
- ハートネットTV（NHK教育テレビジョン）
- 新世代が解く!ニッポンのジレンマ（NHK教育テレビジョン）

### ラジオ
- ラジオほっとタイム（NHKラジオ第1放送）
- サイエンス・サイトーク（TBSラジオ）
- Jam the WORLD（J-WAVE）
- ラジオ版 学問ノススメ（JFNC）
- ラジオビタミン（NHKラジオ第1放送）
- 夏休み子ども科学電話相談（NHKラジオ第1放送）
- 荻上チキ・Session（TBSラジオ）

### ネット番組
- ポリタスTV（YouTube）

## 著作・監修
- カソウケン（家庭科学総合研究所）へようこそ（講談社、2005年）ISBN 4061542796
- カソウケンへようこそ（韓国語版）
- 恋する天才科学者（講談社、2007年）ISBN 4062144395
- まりか先生のおいしい実験キッチン--台所は研究室!（主婦と生活社、2008年）ISBN 4391136015
- 生活知と科学知('09)（第2回～3回分担講師）（放送大学教育振興会、2009年）ISBN 4595309163
- 台所科学ワザいらずの料理のコツ（角川書店、2009年）ISBN 4827531293
- 科学との正しい付き合い方（ディスカヴァー・トゥエンティワン、2010年）ISBN 4887597932
- まりか先生のくらしの中の科学（文化出版局、2011年）ISBN 4579404467
- 理系なお姉さんは苦手ですか? -理系な女性10人の理系人生カタログ-（技術評論社、2011年）ISBN 4774147532
- おうちの科学: 暮らしに効く おいしい！うれしい！なるほど！サイエンス（丸善、2011年）ISBN 4621084747
- 身のまわりのふしぎサイエンス(全3巻) （岩崎書店、2012年）ISBN 4265106005
- もっと！おうちの科学: 暮らしに効く55のおいしい知恵となるほどコラム（丸善、2013年）ISBN 462108691X
- 面白すぎる天才科学者たち 世界を変えた偉人たちの生き様 (講談社＋α文庫) （講談社、2016年）ISBN 4062816520